# Je t'aime… moi non plus
Pour les articles homonymes, voir Je t'aime moi non plus.
Singles de Serge Gainsbourg
La Chanson de Slogan Elisa
Singles par Jane Birkin
La Chanson de Slogan
(1969) La Décadanse
(1971)
Pistes de Jane Birkin - Serge Gainsbourg
Cette illustration a été retouchée par une IA.

L'Anamour
Je t’aime… moi non plus est une chanson française écrite et composée par Serge Gainsbourg, et chantée par celui-ci, en duo, tout d’abord avec Brigitte Bardot en 1967, qui refuse dans un premier temps sa publication. Gainsbourg la réenregistre  donc avec sa nouvelle compagne Jane Birkin en 1969, et le titre sera notamment n°1 au Royaume-Uni.

## Historique
En 1966, Serge Gainsbourg compose la musique de la scène de bal pour le film Les Cœurs verts réalisé par Edouard Luntz. Lorsque fin 1967, Brigitte Bardot demande à Serge de lui écrire « la plus belle chanson d'amour qu'il puisse imaginer ». Sur cette musique, il pose les paroles de Je t'aime... moi non plus. En une seule nuit les duos Je t'aime... moi non plus et Bonnie and Clyde sont achevés.

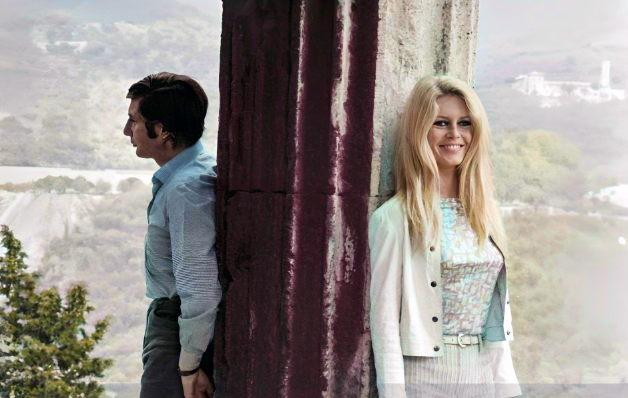
Brigitte Bardot en 1967, alors mariée avec Gunther Sachs, en Italie.

L'orchestre est enregistré à Londres puis les voix du duo au studio B des studios Barclay, avenue Hoche à Paris. L'enregistrement est diffusé le lendemain à 12 h 30 sur Europe 1. Le scandale éclate : Gunter Sachs, homme d'affaires allemand et mari de Bardot, menace immédiatement de poursuites en justice. Il n'y aura pas d'autre diffusion à la radio, le disque ne sortira pas et telle est la rupture sentimentale.
En 1968, Serge Gainsbourg tourne avec Jane Birkin, une jeune actrice britannique, dans le film Slogan. Une nouvelle histoire d'amour commence. Gainsbourg, frustré de l'interdiction de l'enregistrement précédent, demande à Birkin d'interpréter la chanson avec lui. Elle va la chanter une octave plus haut que Bardot, ce qui, « mêlé aux soupirs explicites et à la voix grave de Gainsbourg, donne au morceau une teinte d'innocence dévoyée et renforce le trouble ressenti par l'auditeur ». L'orchestre est enregistré à Londres, le duo est à nouveau enregistré à Paris et dans le même studio. Le disque sort en février 1969. Sur la couverture d'origine figurait la mention « Interdit aux moins de 21 ans ». La couverture est modifiée lors de la commercialisation du disque sous le label Fontana à la place de celui de Philips. En effet, la reine Juliana appelle le conseil d'administration de Philips pour lui faire part de son mécontentement quant au titre. Par la suite, il est transféré vers un plus petit label, Fontana, sans entacher son succès aux Pays-Bas.
Toutefois, Bardot, regrettant de ne pas avoir publié sa version, donne son accord en mai 1986 pour la faire publier en single, mais à condition que les profits sur les ventes du 45 tours soient reversées à des associations engagées dans la défense des animaux,.
Malgré la sensibilité des deux femmes sur cette chanson, Jane Birkin et Brigitte Bardot se lieront finalement d'amitié sur le tournage du film Don Juan 73, réalisé par Roger Vadim.

### Accueil de la version Gainsbourg-Birkin
Lorsque le titre sort en 1969, un journaliste demande : « Quel est le meilleur agent de publicité ? », Gainsbourg répond : « Sans conteste le Vatican ».
Il a suffi que L'Osservatore Romano qualifie d'obscène la chanson. À la suite de cela les radios italiennes l'interdisent sur leurs ondes le 25 août 1969, puis les suédoises le 10 septembre et, enfin, les espagnoles le 13 septembre. La maison de disques Philips bloque les stocks et met aux enchères les matrices du disque alors troisième au hit-parade anglais pour être finalement retiré de la vente. Gainsbourg a conclu un accord avec le label Major Minor Records (en), qui a acquis les droits de la chanson pour le ressortir en single au Royaume-Uni, ce qui permet à la chanson d'atteindre la première place, devenant le premier single banni et en langue étrangère à atteindre la première place des charts britanniques.
Le single est interdit à la vente dans certains pays, tandis que la maison de disques de Gainsbourg, Philips, préfère remplacer le titre sur l'album dont il est extrait par La Chanson de Slogan. Officiellement rendu à son auteur, Gainsbourg en confie l'exploitation à Disc AZ.
L'objet du scandale : « un duo en râles mineurs ». Jane Birkin n'a que vingt ans, selon un article publié en 1969 dans les colonnes de L'Express (republié en 2011 sur le site lexpress.fr). Très choqué, le quotidien Il Giornale d'Italia écrit dans ses colonnes : « En l'espace de trois ou quatre minutes, Gainsbourg et Jane Birkin émettent autant de soupirs, de plaintes et de grognements qu'un troupeau d'éléphants en train de s'accoupler ». De plus, la presse y voit une apologie de la sodomie (« Je vais je vais et je viens / Entre tes reins »). Ce qui n'entrave pas le succès de la chanson dont les ventes dépassent les 750 000 exemplaires. En comparaison, la version de Bardot, sortie dix-sept ans plus tard, ne rencontre qu'un succès commercial modeste (20 000 exemplaires vendus).

## Hommage de Brigitte Bardot à la mort de Jane Birkin
Le 16 juillet 2023, jour où est rendu publique la mort de Jane Birkin, Brigitte Bardot fait allusion à la chanson et écrit : « Dimanche 16 juillet, bien triste ! J'ai un gros chagrin, Jane est partie. Quand on est aussi jolie, aussi fraîche, aussi spontanée, avec une voix d'enfant, on n'a pas le droit de mourir. Elle reste éternelle dans nos coeurs. Elle a fui la gadoue, la gadoue qui ravage sa seconde patrie et nous chuchotte Je t'aime. Nous non plus, lui répond ce qui reste de la France" ».

## Fiche artistique
- Titre : Je t’aime… moi non plus
- Paroles et musique : Serge Gainsbourg

### 1reversion
- Interprètes d’origine : Brigitte Bardot et Serge Gainsbourg
- Enregistrement : 10 décembre 1967 au studio Barclay / avenue Hoche à Paris
- Arrangements et direction musicale : Michel Colombier
- Producteur : Claude Dejacques
- Parution : 1986 sur simple 45 tours (single) Philips / Phonogram 884 840-7 (remix par Dominique Blanc-Francard et Philippe Lerichomme)
- Éditeur : Melody Nelson Publishing
- Durée : 4 min 32 s

### 2deversion
- Interprètes : Jane Birkin et Serge Gainsbourg sur le 33 tours Jane Birkin - Serge Gainsbourg, Fontana 885-545
- Enregistrement : novembre-décembre 1968 au studio Fontana à Londres
- Enregistrement des voix : décembre 1968 au studio Barclay / avenue Hoche à Paris
- Arrangements et direction d’orchestre : Arthur Greenslade
- Producteur : Jean-Claude Desmarty
- Année de production : 1969
- Éditeur : Melody Nelson Publishing
- Parution : février 1969
- Durée : 4 min 25 s

## Thèmes et contexte
La première version n'est pas publiée à la demande de l'industriel allemand Gunter Sachs qui était marié, à l'époque, avec Brigitte Bardot. La seconde version est interprétée par le compositeur et Jane Birkin qui en étaient alors au début de leur liaison.
Mireille Darc donne l'idée à Serge Gainsbourg de réenregistrer la chanson après sa séparation avec Brigitte Bardot.
La chanson doit notamment sa célébrité à son refrain :
| Lui : Je vais, je vais et je viens Entre tes reins Et je Me re- Tiens | Elle : Tu vas et tu viens Entre mes reins Et je Te re- Joins… |

## Classements
| Classement (1969-70)                   | Meilleure position |
| -------------------------------------- | ------------------ |
| France (IFOP)                          | 3                  |
| Suisse (Schweizer Hitparade)           | 1                  |
| Allemagne (Media Control AG)           | 3                  |
| Pays-Bas (Single Top 100)              | 2                  |
| Norvège (VG-lista)                     | 1                  |
| Autriche (Ö3 Austria Top 40)           | 1                  |
| Belgique (Flandre Ultratop 50 Singles) | 2                  |
| Japon (Oricon)                         | 47                 |
| Royaume-Uni (UK Singles Chart)         | 1                  |
| Mexique (Radio Mil)                    | 5                  |
| Italie (FIMI)                          | 2                  |
| Canada (RPM Top Singles)               | 34                 |
| Irlande (IRMA)                         | 2                  |
| États-Unis (Hot 100)                   | 58                 |
| Suède (Kvällstoppen)                   | 1                  |
| Finlande (Suomen virallinen lista)     | 3                  |
| Turquie                                | 9                  |
| Argentine (CAPIF)                      | 4                  |
| Portugal                               | 5                  |

## Autour de la chanson
- En Italie, pour évoquer la sodomie, les italiens parlent « d'amour à la Gainsbourg ».
- Le duo Bourvil / Jacqueline Maillan a enregistré, en 1970, une parodie : Ça (Je t’aime… moi non plus), paroles Serge Gainsbourg / Marcel Mithois et musique de Serge Gainsbourg. Le 45 tours, paru deux mois avant le décès de Bourvil, se vend à 70 000 exemplaires[11].
- Je t’aime moi non plus est également le titre d’un film réalisé en 1976 par Serge Gainsbourg et interprété par Jane Birkin et Joe Dallesandro.
- Dans la version de Brian Molko et Asia Argento en 2003, les paroles habituellement chantées par l'homme le sont par la femme et inversement.
- L'idée du titre vient d'une phrase de l'artiste Salvador Dalí à qui on demandait ce qui le différenciait de Picasso. Il répondit « Picasso est espagnol, moi aussi. Picasso est un génie, moi aussi. Picasso est communiste, moi non plus. »
- Le riff d'orgue répété en boucle a probablement été inspiré par celui de la chanson A Whiter Shade of Pale du groupe Procol Harum sortie en 1967, lui-même inspiré par un morceau de Bach.[réf. nécessaire]
- La chanson des Charlots, Sois érotique, est également inspirée de cette chanson dont elle reprend le rythme et détourne l'orchestration.
- La chanson est utilisée dans le film 14 ans, premier amour (14+) du réalisateur russe Andrei Zaitsev[Note 3].

## Je t’aime… moi non plus en CD album
- 2001 - Jane Birkin et Serge Gainsbourg - 1 CD Mercury / Universal (Version CD du 33 tours original Fontana 885-545)

## Reprises
- 1969 Harry J. Allstars, Je T’Aime, sur l’album Liquidator
- 1970 Sounds Nice Love At The First Sight sur l'album du même titre
- 1971 Frankie Howerd et June Whitfield Up Je t’aime, parodie
- 1971 The Tropical Islanders (instrumental à l'orgue)
- 1972 Hot Butter, sur l'album Hot Butter (instrumental, Love at First Sight)
- 1972 Maurice Vittenet sur l'album Maurice revient de Londres (instrumental à l'accordeon)
- 1974 Abigail (en)
- 1975 Judge Dread
- 1977 Saint Tropez
- 1978 Donna Summer chante en français dans le film Dieu merci, c'est vendredi, enregistré en version longue de 15 minutes et courte de 5 minutes environ.
- 1991 Transvision Vamp Twangy wigout (Je t’aime moi non plus)
- 1992 Chayanne et Natalie Exxtasis
- 1993 Misty Oldland A Fair Affair
- 1993 Barry Adamson et Anita Lane
- 1994 Blown
- 1994 Angel Corpus Christi (en) enregistre un mix entre Je t'aime… et I Wanna Boogie With You de Lou Reed
- 1994 Malcolm McLaren sur l'album Paris (en)
- 1995 Nick Cave et Anita Lane I love you… nor do I
- 1997 Cibo Matto
- 1998 Pet Shop Boys et Sam Taylor-Wood
- 2000 Koffi Olomidé et Nayanka Bell
- 2000 Eiffel 65 (Remix)
- 2001 Sven Väth et Miss Kittin
- 2002 Böhse Onkelz
- 2003 Brian Molko et Asia Argento (projet Trash Palace)
- 2003 Kylie Minogue
- 2004 The Ukulele Orchestra of Great Britain
- 2004 Züri West
- 2006 Cat Power et Karen Elson I love you (me either) sur l’album Monsieur Gainsbourg revisited
- 2006 Mimi Crincrin et Justin Chicon Ej t’aime heu bein min non plus
- 2006 Patrice Coquereau et Macha Grenon (Québec)
- 2011 Jason Kouchak
- 2012 Madonna
- 2016 Mick Harvey et Andrea Schroeder